# Fabronia affinis
Fabronia affinis är en bladmossart som beskrevs av Thériot in Felippone 1930. Fabronia affinis ingår i släktet Fabronia och familjen Fabroniaceae. Inga underarter finns listade i Catalogue of Life.